# Abbie Lee
Abbie Lee (Bangkok, 13 de julio de 1986) es una actriz pornográfica y modelo retirada tailandesa-estadounidense.

## Carrera
Ella apareció en películas como Cum Fu 3 y Me So Horny. Lee aparece frecuentemente en sus películas con su hermana Annie Lee como en Cockasian 4 y Brand New Faces 33. En sus películas, hace hardcore, grupo, softcore y escenas de solo. Se retiró del negocio del porno en 2013, siendo Me So Horny su última película.

### Filmografía
Aparece listada en 5 películas en la Internet Adult Film Database.
- Brand New Faces 33 (2011)
- Cockasian 4 (2009)
- Cum Fu 3 (2009)
- Hot Asian Pussy (2012)
- Me So Horny (2013)

#### Otras películas
Lee tiene películas no agregadas en la Internet Adult Film Database.
- Webcame Threesome Action (2009)
- Asian American Girls: Abbie Lee (2009)

## Vida personal
Lee nació y creció en Bangkok, Tailandia. Antes de introducirse en el negocio del porno, se mudó a San Diego, California. Su hermana Annie Lee, también es una actriz pornográfica. Habla en tailandés e inglés.